# Kosmos 580
O Kosmos 580 (em russo: Космос 558), também chamado de DS-P1-Yu Nº 64, foi um satélite artificial soviético lançado em 22 de agosto de 1973 através de um foguete Kosmos-2I a partir do Cosmódromo de Plesetsk.

## Características
O Kosmos 580 foi o sexagésimo quarto membro da série de satélites DS-P1-Yu e o quinquagésimo oitavo lançado com sucesso após o fracasso dos lançamentos do segundo, do vigésimo terceiro, do trigésimo segundo, do quadragésimo, do quadragésimo quarto e do quinquagésimo quarto membros da série. Sua missão era auxiliar sistemas antissatélites e antimíssil soviéticos.
O Kosmos 580 foi injetado em uma órbita inicial de 518 km de apogeu e 283 km de perigeu, com uma inclinação orbital de 71 graus e um período de 92,1 minutos. Reentrou na atmosfera terrestre em 1 de abril de 1974.